# Ruta 257 (Costa Rica)
La Ruta 257, oficialmente Ruta Nacional Secundaria 257, es una ruta nacional de Costa Rica ubicada en la provincia de Limón.

## Descripción
Se ubica nn la provincia de Limón, la ruta atraviesa el cantón de Limón (los distritos de Limón, Río Blanco).
La obra fue construida por la  Constructora Meco y la española Puentes y Calzada que se agruparon bajo un consorcio nombrado Consorcio del Atlántico. 
La obra es de un viaducto que une la ruta 32 con la nueva Terminal de Contenedores de Moín (TCM) con una vía de alta capacidad que dispone de dos carriles por sentido que dan entrada y salida a la TCM. La obra lo constituye dos viaductos independientes con una longitud de aproximadamente 1 kilómetros cada uno, con carriles de 3.65 metros, aceras peatonales y ciclo vías con un ancho de tres metros, barreras laterales y central, así como señalización e iluminación.